# Ophioscion simulus
Ophioscion simulus är en fiskart som beskrevs av Gilbert, 1898. Ophioscion simulus ingår i släktet Ophioscion och familjen havsgösfiskar. IUCN kategoriserar arten globalt som livskraftig. Inga underarter finns listade i Catalogue of Life.